# Georgeville (Nouvelle-Écosse)
Pour les articles homonymes, voir Georgeville.
Georgeville est une communauté du Comté d'Antigonish en Nouvelle-Écosse.
On y trouve une église construite entre 1860 et 1871, inscrite dans le registre des monuments historiques du Canada.